# Carillo Gritti
Dom Carillo Gritti, IMC (12 de maio de 1942, Martinengo, Bergamo, Itália - 9 de junho de 2016, Manaus, Amazonas) foi um bispo católico, terceiro responsável pela Prelazia de Itacoatiara.

## Biografia
Gritti entrou no Instituto Missionários da Consolata e estudou Filosofia no Seminário Episcopal de Bergamo (1961-1962) e Teologia no Seminário Episcopal, Clusone-Bérgamo (1963-1965). Em Turim, foi ordenado diácono em 18 de março de 1967 e ordenado sacerdote em 24 de junho de 1967. Enviado ao Brasil, chegou ao Amazonas em 1979, para servir na Arquidiocese de Manaus, onde atuou como superior, ecônomo, professor do seminário diocesano, serviços de construção e Pastoral da Juventude.
Exerceu a função de vigário na Paróquia de Santa Luzia, em Manaus, por dezesseis anos, até ser nomeado prelado de Itacoatiara pelo Papa João Paulo II em 5 de janeiro de 2000, substituindo Dom Jorge Eduardo Marskell. Foi sagrado bispo em 19 de março de 2000, na Catedral Metropolitana de Manaus, tendo como principal consagrante Dom Alfio Rapisarda, núncio apostólico no Brasil, assistido por Dom Luiz Soares Vieira, arcebispo de Manaus, e Dom Giuliano Frigeni, bispo de Parintins. Foi recebido e tomou posse canônica como terceiro bispo prelado da Prelazia de Itacoatiara em 26 de março de 2000, em cerimônia presidida por Dom Luiz Soares Vieira, arcebispo metropolitano de Manaus.
Dentre sua atuação como prelado de Itacoatiara, bispo Gritti foi responsável pela reforma total da Catedral de Nossa Senhora do Rosário. Recebeu o o Título de Cidadão do Amazonas em 2010, na Assembleia Legislativa do Estado do Amazonas, dos então deputados Belarmino Lins, Therezinha Ruiz e Nelson Azedo.
Com um linfoma, Dom Carillo Gritti foi internado no Hospital da UNIMED, em Manaus, em 13 de abril de 2016. Faleceu em 9 de junho de 2016, na Casa Paroquial da Paróquia São Raimundo Nonato. Seu corpo foi sepultado junto ao altar-mor da Catedral Nossa Senhora do Rosário, da Prelazia de Itacoatiara. A Prelazia ficou vacante até a nomeação de Dom José Ionilton Lisboa de Oliveira em 19 de abril de 2017.